# Parti des agriculteurs et des classes moyennes
Pour les articles homonymes, voir Parti des agriculteurs.
Le parti des agriculteurs et des classes moyennes, abrégé en PACM, est un ancien parti politique luxembourgeois.

## Histoire
Le parti est fondé au début des années 1930 par Eugène Hoffmann et succède au Parti indépendant de la droite des années 1920. Il participe uniquement aux élections législatives de 1931 et à celles de 1937 ; le parti disparaît par la suite.

## Résultats électoraux
| Année | Voix   | %   | Rang | Sièges |
| ----- | ------ | --- | ---- | ------ |
| 1931  | 46 446 | 6,9 | 5e   | 2 / 54 |
| 1937  | 19 634 | 2,6 | 7e   | 0 / 55 |